# نوكيا 6170
نوكيا 6170 هو أحد أجهزة شركة نوكيا، شركة الهواتف والتقنية النقالة. ويأتي هذا الجهاز مع شاشة نوعها 128 * 160 16-بت (65,536) لون. وتم إصدار هذا الجهاز في عام 2004م. أما حاليا فتوقف إنتاجه. تقنيته/تردده هي النظام العالمي للإتصالات المتنقلة. جيل الجهاز هو DCT4. عامل الشكل (التصميم) للجهاز هو "صدفة المحار.